# Pridnjestrovski rubalj
Pridnjestrovski rubalj je valuta koja se koristi u Pridnjestrovlju, separatističkoj oblasti Moldavije. S obzirom na to da Pridnjestrovlje nije međunarodno priznata država, ni njena valuta nema međunarodni kod (lokalne institucije koriste neslužbenu oznaku PRB), niti se može koristiti izvan Pridnjestrovlja. Lokalna skraćenica je "r". Jedan rubalj se dijeli na 100 kopejki.
Novac izdaje Pridnjestrovska republička banka.
Papirne novčanice se izdaju u apoenima od 1, 5, 10, 25, 50, 100, 200 i 500 rubalja, a kovani novac u apoenima od 5, 10, 25 i 50 kopejki.
Prvi put je uveden 1994. godine. Uglavnom se sastojao od pečatiranih sovjetskih i ruskih novčanica. U kolovozu 1994. uveden je drugi rubalj koji je zbog hiperinflacije brzo izgubio vrijednost. Novi rubalj je uveden 2000. godine u vrijednosti od milijun starih rubalja.

## Vanjske poveznice
- Pridnjestrovski rubalj  Arhivirana inačica izvorne stranice od 10. siječnja 2009. (Wayback Machine)
- Službena stranica Središnje banke Pridnjestrovlja